# Thoë
Thoë (Oudgrieks: Θόη) was een van de drieduizend oceaniden, kinderen van de zeegoden Oceanus en Tethys uit de Griekse mythologie.
Haar naam betekent Snelle. Ze was, samen met haar zusters Polydora, Phaino en Galaxaura, een godin van de wolken. Thoë vertegenwoordigde de snelheid waarmee de wolken zich langs de hemel verplaatsen.